# Halterofilismo nos Jogos Olímpicos de Verão de 2008 - Até 53 kg feminino
A competição da categoria até 53 kg feminino de halterofilismo nos Jogos Olímpicos de Verão de 2008 foi realizada no dia 10 de agosto de 2008 no Ginásio da Universidade Beihang.
Originalmente a bielorrussa Nastassia Novikava obteve a medalha de bronze, mas foi desclassificada em 26 de outubro de 2016 após a reanálise de seu teste antidoping acusar o uso das substâncias estanozolol e turinabol.
A medalha foi realocada pela Federação Internacional de Halterofilismo.

## Recordes
Antes desta competição, os recordes mundiais e olímpicos da prova eram os seguintes:
| Recorde mundial  | Arranque  | PRK Ri Song Hui | 102 kg | Busan, Coreia do Sul                | 1/out/02  |
| Recorde mundial  | Arremesso | CHN Li Ping     | 129 kg | Tai'an, China                       | 22/abr/07 |
| Recorde mundial  | Total     | CHN Qiu Hongxia | 226 kg | Santo Domingo, República Dominicana | 2/out/06  |
| Recorde olímpico | Arranque  | CHN Yang Xia    | 100 kg | Sydney, Austrália                   | 18/set/00 |
| Recorde olímpico | Arremesso | CHN Yang Xia    | 125 kg | Sydney, Austrália                   | 18/set/00 |
| Recorde olímpico | Total     | CHN Yang Xia    | 225 kg | Sydney, Austrália                   | 18/set/00 |

## Medalhistas
| Ouro   | THA Prapawadee Jaroenrattanatarakoon |
| Prata  | KOR Yoon Jin-hee                     |
| Bronze | INA Raema Lisa Rumbewas              |

## Resultados
| Pos.              | Nome                                 | Grupo | Peso  | Arranque (kg) | Arranque (kg) | Arranque (kg) | Arranque (kg) | Arremesso(kg) | Arremesso(kg) | Arremesso(kg) | Arremesso(kg) | Total (kg) |
| Pos.              | Nome                                 | Grupo | Peso  | 1             | 2             | 3             | Res           | 1             | 2             | 3             | Res           | Total (kg) |
| ----------------- | ------------------------------------ | ----- | ----- | ------------- | ------------- | ------------- | ------------- | ------------- | ------------- | ------------- | ------------- | ---------- |
| Medalha de ouro   | THA Prapawadee Jaroenrattanatarakoon | A     | 52,47 | 92            | 95            | 97            | 95            | 120           | 126           | 130           | 126           | 221        |
| Medalha de prata  | KOR Yoon Jin-hee                     | A     | 52,72 | 94            | 97            | 97            | 94            | 116           | 118           | 119           | 119           | 213        |
| Medalha de bronze | INA Raema Lisa Rumbewas              | A     | 52,95 | 91            | 95            | 95            | 91            | 110           | 115           | 121           | 115           | 206        |
| 4                 | DOM Yuderqui Contreras               | A     | 52,74 | 89            | 93            | 96            | 93            | 111           | 118           | 120           | 111           | 204        |
| 5                 | USA Melanie Roach                    | A     | 52,54 | 79            | 81            | 83            | 83            | 105           | 108           | 110           | 110           | 193        |
| 6                 | GER Julia Rohde                      | A     | 52,79 | 77            | 80            | 82            | 82            | 99            | 103           | 105           | 103           | 185        |
| 7                 | PNG Dika Toua                        | A     | 52,53 | 77            | 77            | 80            | 80            | 104           | 108           | 108           | 104           | 184        |
| 8                 | VEN Judith Chacón                    | A     | 52,96 | 75            | 75            | 80            | 80            | 101           | 106           | 106           | 101           | 181        |
| DSQ               | BLR Nastassia Novikava               | A     | 52,87 | 92            | 95            | 97            | 95            | 116           | 116           | 118           | 118           | 213        |